# Never Shout Never
Never Shout Never je americká pop rocková skupina, byla založena v Joplinu, Missouri, v roce 2007. Skupina zatím vydala sedm alb. Její sedmé album Black Cat vyšlo 7. srpna 2015.

## Kariéra
Christofer Drew Ingle začal tvořit hudbu pod názvem Never Shout Never v září roku 2005. Jeho první zýraznění nastalo skrz internet, kde na Myspace zaznamenal úspěch ještě před vydáním The Yippee EP 29. července 2009. 30. července byl představen na TRL kde zahrál „Bigcitydreams“.

## Členové kapely

### Současní členové
- Christofer Drew Ingle (zpěv, ukulele, kytara, klavír, foukací harmonika)
- Caleb Denison (bicí souprava, kytara, zpěv)
- Taylor MacFee (basová kytara, zpěv)
- Hayden Kaiser (kytara, zpěv)

## Diskografie
- What Is Love? (2010)
- Harmony (2010)
- Time Travel (2011)
- Indigo (2012)
- Sunflower (2013)
- Recycled Youth (2015)
- Black Cat (2015)